# Seis piezas para piano, op. 118 (Brahms)
Las seis piezas para piano (Sechs Klavierstücke, en alemán), Op. 118, fueron compuestas por Johannes Brahms en 1893 y dedicadas a Clara Schumann. Es una de las últimas colecciones de piezas para ese instrumento que escribió el compositor y también una de sus últimas obras. 
En la sexta pieza Brahms utilizó una variación del tema Dies irae.
Las seis piezas que componen la obra son cuatro intermezzi, una balada y una romanza, dispuestos de la siguiente forma:
- N.º 1 Intermezzo: Allegro non assai, ma molto appassionato, en la menor.
- N.º 2 Intermezzo: Andante teneramente, en la mayor.(Escucharⓘ)
- N.º 3 Ballade: Allegro energico, en sol menor.
- N.º 4 Intermezzo: Allegretto un poco agitato, en fa menor.
- N.º 5 Romance: Andante, en fa mayor.
- N.º 6 Intermezzo: Andante, largo e mesto, en mi bemol menor.